# São Manços e São Vicente do Pigeiro
São Manços e São Vicente do Pigeiro (llamada oficialmente União das Freguesias de São Manços e São Vicente do Pigeiro) es una freguesia portuguesa del municipio de Évora, distrito de Évora.

## Historia
Fue creada el 28 de enero de 2013 en aplicación de una resolución de la Asamblea de la República de Portugal promulgada el 16 de enero de 2013 con la unión de las freguesias de São Manços y São Vicente do Pigeiro, pasando su sede a estar situada en la antigua freguesia de São Manços.

## Demografía
| Gráfica de evolución demográfica de São Manços e São Vicente do Pigeiro entre 2011 y 2021 |
|                                                                                           |
| Datos según el nomenclátor publicado por el INE portugués.                                |